# Consilium principis
El consilium principis (consejeros del príncipe) fue un consejo creado por el primer emperador romano Augusto, en los últimos años de su reinado para controlar la legislación en la institución deliberativa del Senado. El principis (del latín, que significa "primer hombre") era otro título para el emperador.

## Resumen
El consilium principis tuvo una base en el gobierno imperial romano hasta la época del emperador Diocleciano (284-305 d. C.). Augusto, a lo largo de su reinado tomó el control legislativo del Senado y lo colocó bajo sus auspicios. Sin embargo, fue la creación de este nuevo organismo lo que hizo del Senado un órgano legislativo de segundo nivel, ya que fundamentalmente el consilium principis controlaba los proyectos de ley presentados al Senado. Por lo tanto, el Senado, la administración más importante de la República romana, permaneció solo de nombre.
H. H. Scullard afirma: «Pero aunque en la práctica el Senado se convirtió cada vez más en una asamblea legislativa activa, la iniciativa y el consejo detrás de su actividad a menudo pueden haber venido del emperador». Mientras que el Senado creció en prestigio con tres censos para reducir su membresía en el año 28 a. C., 18 a. C. y 11 a. C. y de manera similar con la imposición de su membresía con el requisito de que los senadores valieran 1 millón de sestercios, Augusto tuvo cada vez más el papel principal en el estado romano. El consilium principis estaba compuesto por Augusto, los cónsules y quince senadores con miembros de menor rango rotando fuera del órgano cada seis meses. Sin embargo, debido a la auctoritas de Augusto y a que él era príncipe, el órgano cayó bajo sus auspicios.
H. H. Scullard refuerza esta noción diciendo: «De una manera importante, hizo que el Senado fuera más eficiente y, al mismo tiempo, más dócil a sus propios deseos: estableció un comité senatorial permanente».